# Bledius fuscipes
Bledius fuscipes är en skalbaggsart som beskrevs av Edward Caldwell Rye 1865. Bledius fuscipes ingår i släktet Bledius, och familjen kortvingar. Arten är reproducerande i Sverige.